# باشکی‌باش
باشکی‌باش (انگلیسی: Bashkibash) یک شهرک در شهرستان تاتیشلینسکی استان باشقیرستان کشور روسیه است.